# Parc national Douglas-Apsley
Le parc national Douglas-Apsley est un parc national australien, en Tasmanie, à 149 km au nord-est de Hobart.
C'est un des parcs nationaux les plus récents de Tasmanie, abritant les restes de forêts côtières sèches des bassins versants des trois principaux cours d'eau de la région : l'Apsley River, Denison Rivulet et Douglas River.
Les points d'intérêt du parc sont des gorges profondes, des fleurs sauvages et sa douceur  climatique. Les visiteurs peuvent effectuer de courtes promenades ou faire une randonnée de 3 jours.